# Campionati europei di duathlon del 1997
I Campionati europei di duathlon del 1997 (VIII edizione assoluta) si sono tenuti a Glogów in Polonia.
La gara maschile è stata vinta dal francese Sylvain Golay. Quella femminile è stata vinta dalla svizzera Dolorita Gerber, che con questa vittoria si aggiudica il terzo oro agli europei di duathlon.

## Risultati

### Élite uomini
| Pos. | Pos.                    | Paese       | Totale   |
| ---- | ----------------------- | ----------- | -------- |
|      | Sylvain Golay           | Francia     | 01:48:49 |
|      | Armand van der Smissend | Paesi Bassi | 01:49:15 |
|      | Pierre-Alain Frossard   | Svizzera    | 01:49:50 |

### Élite donne
| Pos. | Pos.            | Paese    | Totale   |
| ---- | --------------- | -------- | -------- |
|      | Dolorita Gerber | Svizzera | 01:58:39 |
|      | Kerstin Rudolph | Germania | 01:59:26 |
|      | Maribel Blanco  | Spagna   | 01:59:49 |